# Liten jökelmossa
Liten jökelmossa (Arctoa anderssonii) är en bladmossart som beskrevs av Wichura 1859. Enligt Catalogue of Life ingår Liten jökelmossa i släktet jökelmossor och familjen Dicranaceae, men enligt Dyntaxa är tillhörigheten istället släktet jökelmossor och familjen Rhabdoweisiaceae. Enligt den svenska rödlistan är arten sårbar i Sverige. Arten förekommer i Övre Norrland. Artens livsmiljö är fjäll. Inga underarter finns listade i Catalogue of Life.